# 미국 대 게티스버그 전철 사건
미국 대 게티스버그 전철 사건(United States v. Gettysburg Electric Ry. Co.)은 필요적절조항관련 미국 연방대법원의 판례이다.

## 사건개요
게티스버그 전철회사가 케티스버그 전장에 전철을 운행하려하자 이를 금지하려 소를 제기한 사건이다. 연방정부는 필요적절조항에 따라 필요한 행위를 할 수 있다고 보았다.